# L'Évangile selon saint Matthieu
Cet article concerne le film. Pour le premier livre du Nouveau Testament, voir Évangile selon Matthieu.
Pour plus de détails, voir Fiche technique et Distribution.
L'Évangile selon saint Matthieu (titre original : Il vangelo secondo Matteo) est un film franco-italien réalisé par Pier Paolo Pasolini et sorti en 1964.
Il s'agit d'une interprétation cinématographique de l'histoire de Jésus (incarné par l'acteur non professionnel Enrique Irazoqui) d'après l'Évangile selon Matthieu, de l'Annonciation à la Résurrection. Les dialogues sont tirés directement de l'Évangile, Pasolini estimant que « les images ne pourront jamais atteindre les sommets poétiques du texte ». Il aurait préféré l'Évangile selon Matthieu aux autres car il estimait que « Jean était trop mystique, Marc trop vulgaire et Luc trop sentimental ».
Le film est considéré comme un grand classique du cinéma mondial dans sa veine néoréaliste. Après sa sortie initiale, il a remporté le grand prix du jury de la Mostra de Venise et trois Rubans d'argent, dont celui du meilleur réalisateur. Après que le film a été parfois déconsidéré par des critiques chrétiens à sa sortie, le journal L'Osservatore Romano de la Cité du Vatican estime en 2015 qu'il s'agit du « meilleur film religieux » de tous les temps,.

## Synopsis
Joseph est bouleversé quand il voit que sa fiancée Marie est enceinte. C'est alors que l'archange Gabriel lui apparaît et fait l'Annonciation. Il lui dit qu'il ne faut pas craindre de prendre Marie pour épouse, car ce qui a été engendré en elle vient de l'Esprit saint. Elle aura un fils qui s'appellera Jésus et qui sauvera son peuple de ses péchés.
Lorsque l'enfant naît, les rois mages viennent l'adorer. Mais les livres saints du peuple juif sont connus du roi Hérode qui, craignant que l'enfant ne devienne le libérateur qui doit mettre fin au pouvoir de Rome, donne l'ordre de tuer tous les nouveau-nés.
Des années plus tard, Jésus vient voir son cousin Jean, qui fait des baptêmes dans le Jourdain. Lorsque Jésus sort de l'eau, les cieux s'ouvrent et on entend une voix qui dit : « Celui-ci est mon Fils bien-aimé, en qui j'ai mis toute mon affection ».
Jésus se retire ensuite dans le désert pendant quarante jours et quarante nuits, après quoi il part proclamer la bonne parole ou l'Évangile avec quelques disciples. Il parcourt les villes et villages de Judée et de Galilée, annonçant la venue du Royaume de Dieu et accomplissant des miracles. Trahi par Judas, il meurt crucifié sur le Golgotha. Il ferme les yeux dans une lumière éclatante et se relève d'entre les morts trois jours plus tard.

## Fiche technique
- Titre original : Il Vangelo secondo Matteo
- Titre français : L'Évangile selon saint Matthieu
- Réalisation : Pier Paolo Pasolini
- Assistant réalisateur : Vincenzo Cerami, Elsa Morante et Maurizio Lucidi
- Scénario : Pier Paolo Pasolini, d'après l'Évangile selon Matthieu
- Photographie : Tonino Delli Colli, assisté de Giuseppe Ruzzolini (cadreur)
- Montage : Nino Baragli
- Son : Mario Del Pozzo
- Musique : Luis Bacalov, Carlo Rustichelli (non crédité)
  - Extraits des œuvres de Bach (Passion selon saint Matthieu), Webern, Mozart, Prokofiev (Alexander Nevsky), de la Missa Luba (messe congolaise), de spirituals et de chants révolutionnaires russes
- Décors : Luigi Scaccianoce (it) assisté de Dante Ferretti
- Costumes : Danilo Donati
- Conseiller Religieux : Don Giovanni Rossi
- Mixage : Fausto Ancillai
- Opérateur : Gianni Cianfarelli Modica
- Assistant opérateur : Victor Hugo Contini
- Scripte : Lina D’Amico
- Maquillage : 	Marcello Ceccarelli, Lamberto Marini, Mimma Pomilia
- Production : Alfredo Bini
- Sociétés de production : Arco film (Rome), Lux Compagnie Cinématographique de France (Paris)
- Pays de production :  Italie •  France
- Langue : italien
- Format : noir et blanc • 1,66:1 • son : mono • 35 mm
- Genre : Biographie historique, péplum biblique
- Durée : 137 minutes
- Dates de sortie :
  - Italie : 4 septembre 1964 (Mostra de Venise 1964) ; 2 octobre 1964 (Milan et Rome)
  - France : 1er mars 1965
- Affiche : Jouineau Bourduge (France)

## Distribution
- Enrique Irazoqui (VO : Enrico Maria Salerno) : Le Christ
- Margherita Caruso : Marie jeune
- Susanna Pasolini : Marie âgée
- Marcello Morante (it) : Joseph
- Mario Socrate (it) : Jean-Baptiste
- Settimio Di Porto : Pierre
- Otello Sestili : Judas
- Ferruccio Nuzzo : Matthieu
- Giacomo Morante : Jean
- Alfonso Gatto : André
- Enzo Siciliano : Simon
- Giorgio Agamben : Philippe
- Guido Cerretani : Barthélémy
- Marcello Galdini : Jacques d'Alphée
- Luigi Barbini : Jacques de Zébédée
- Elio Spaziani : Thaddée d'Édesse
- Rosario Migale : Thomas
- Juan Rodolfo Wilcock : Caïphe
- Allesandro Clerici : Ponce Pilate
- Amerigo Bevilacqua : Hérode I
- Francesco Leonetti : Hérode II
- Franca Cupane : Hérodiade
- Paola Tedesco : Salomé
- Eliseo Boschi : Joseph d’Arimathie
- Natalia Ginzburg : Marie de Béthanie
- Rossana Di Rocco : l’Ange du Seigneur
- Renato Terra : le diable qui tente Jésus dans le désert
- Ninetto Davoli : un pasteur

## Production

### Genèse et développement

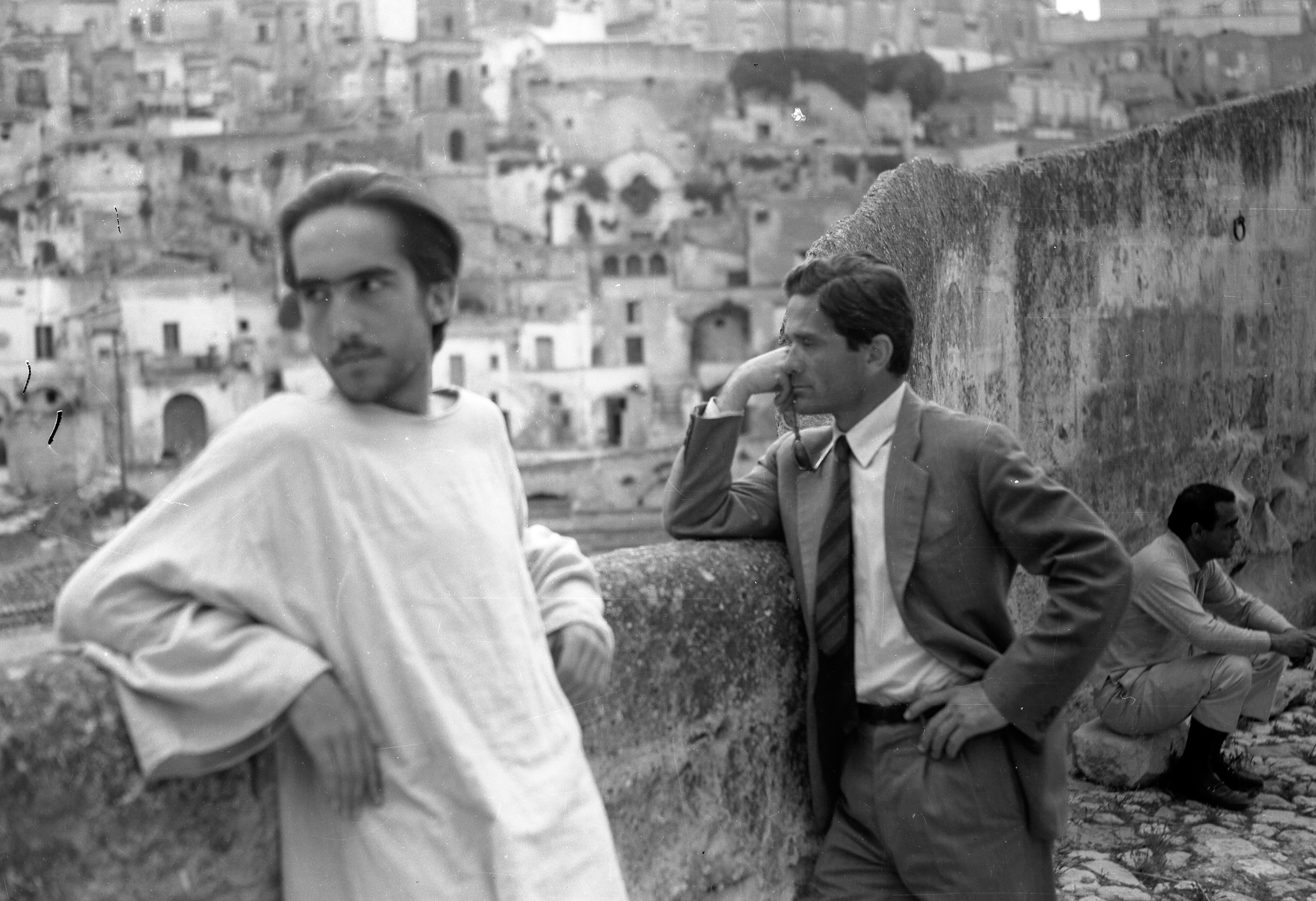
Cliché de l'acteur Enrique Irazoqui et du réalisateur Pier Paolo Pasolini durant le tournage.

Le 2 octobre 1962, Pier Paolo Pasolini rencontre pour la première fois des membres  de la Pro Civitate Christiana (it), organisation jésuite, dont son fondateur Giovanni Rossi, alors qu'il a été invité à Assise pour participer au Congrès des cinéastes organisé par la Cittadellà christiana. C’est au cours de ce séjour qu'il aurait eu l’idée d’entreprendre l’adaptation cinématographique du premier récit évangélique, quelques jours avant l’ouverture officielle de Vatican II (11 octobre 1962) : lisant à cette occasion les quatre Évangiles d'un bout à l'autre, il affirme que l'adaptation d'un film à partir de l'un d'eux « lui a fait remiser tous les autres projets qu'il avait en tête »,.
Deux semaines après son séjour à Assise, il entame le tournage de son court-métrage La ricotta inclus dans le film à sketches RoGoPaG. Celui-ci suscite une controverse et Pasolini est condamné en première instance, en mars 1963, à une peine de quatre mois de prison et une forte amende pour « dénigrement de la religion d'État » — il sera acquitté en appel,. 
En 1963, Pasolini soutient publiquement l’entreprise réformiste impulsée par Jean XXIII, à qui sera dédicacé L’Évangile selon Matthieu à titre posthume (« À la chère, tendre, et familière mémoire de Jean XXIII »). Parallèlement à la réalisation de La Rage (janvier-février 1963), il sollicite l’aide de la Pro Civitate Christiana pour entamer la production de L’Évangile selon Matthieu : dans une lettre adressée à Lucio Caruso, il demande « [u]n appui technique, philologique, mais aussi un appui conceptuel » pour l’« aider dans le travail de préparation du film » et « pendant le tournage ». Il exprime sa volonté de « suivre point par point l’Évangile selon Matthieu, sans en faire un scénario ou une adaptation. Le traduire fidèlement en images, suivant son récit sans une seule omission ni sans un seul ajout ». Contrairement aux précédentes représentations cinématographiques de la vie de Jésus, le film de Pasolini n'embellit pas le récit biblique par des inventions littéraires ou dramatiques, et ne présente pas non plus un assemblage des quatre Évangiles. Pasolini a déclaré qu'il avait décidé de « refaire l'Évangile par analogie » et les rares dialogues du film proviennent tous directement de la Bible. La Pro Civitate Christiana se porte garante auprès des banques pour assurer les capitaux nécessaires au financement du film.
Étant donné la réputation bien connue de Pasolini en tant qu'athée, homosexuel et marxiste, la nature révérencieuse du film a été une surprise, surtout après la polémique de La ricotta. Lors d'une conférence de presse en 1966, on a demandé à Pasolini pourquoi il avait réalisé un film traitant de thèmes religieux alors qu'il était lui-même non croyant ; il a répondu : « Si vous savez que je suis incroyant, alors vous me connaissez mieux que je ne me connais moi-même. Je suis peut-être un incroyant, mais je suis un incroyant qui a la nostalgie d'une croyance. » Il a placé sa critique dans le contexte du débat au sein du catholicisme sur la position assumée par le clergé au cours des siècles.
À propos de l'idée d'analogie, Pasolini a souligné son intention de ne pas reproduire exactement un Christ historique dans sa vie quotidienne, mais de raconter cette histoire à l'aune de la société du Mezzogiorno des années 1960, de raconter « la vie du Christ plus deux mille ans de récits sur la vie du Christ ». Comme il l'a expliqué :

« Avec cette méthode de reconstruction par analogie, on trouve l'idée de mythe et d'épopée […] donc en racontant l'histoire du Christ, je n'ai pas reconstruit le Christ tel qu'il était réellement. Si j'avais reconstruit l'histoire du Christ telle qu'elle a été réellement, je n'aurais pas fait un film religieux, puisque je ne suis pas croyant. Je ne pense pas que le Christ était le fils de Dieu. Si je l'avais fait, j'aurais fait une reconstitution positiviste ou marxiste de sa vie, donc l'équivalent d'une vie d'un des cinq ou six milliers de saints qui prêchaient à ce moment-là en Palestine. Mais je n'ai pas voulu faire cela, les profanations ne m'intéressent pas : c'est une mode que je déteste, c'est petit bourgeois. Je veux consacrer à nouveau les choses, parce que c'est possible, je veux les re-mythifier. Je n'ai pas voulu reconstituer la vie du Christ telle qu'elle était réellement, j'ai voulu faire l'histoire du Christ plus deux mille ans de récit chrétien sur la vie du Christ, puisque ce sont les deux mille ans d'histoire chrétienne qui ont mythifié cette biographie, qui en tant que telle aurait été pratiquement insignifiante autrement. Mon film est la vie du Christ après deux mille ans d'histoires sur la vie du Christ. C'est ce que j'avais à l'esprit. »

— Pier Paolo Pasolini

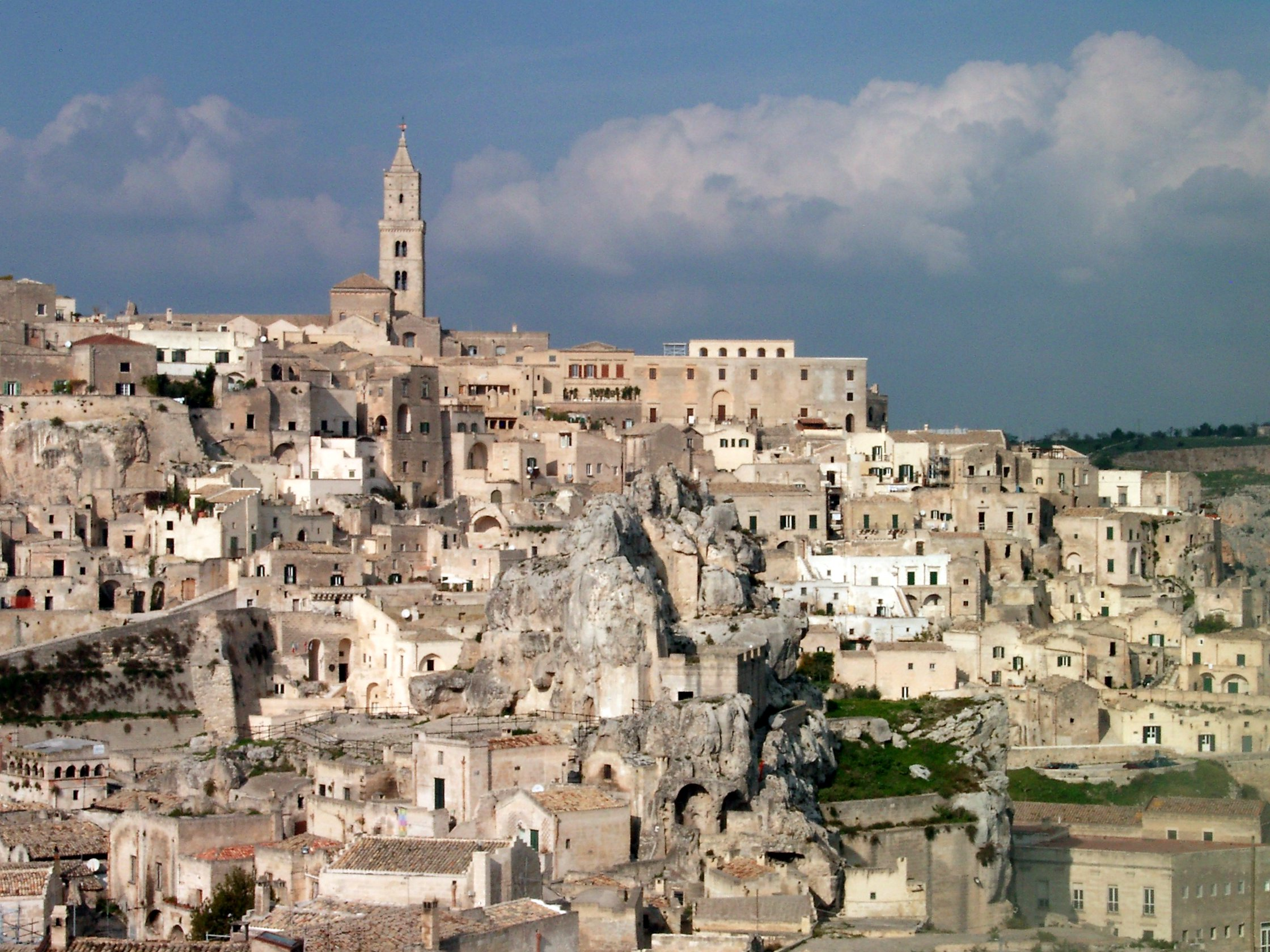
La ville de Matera en Basilicate, un lieu de tournage du film.

Le film est dédié à Jean XXIII : l'annonce au générique d'ouverture indique qu'il est « dedicato alla cara, lieta, familiare memoria di Giovanni XXIII » (litt. « dédié à la mémoire chère, joyeuse et familière du pape Jean XXIII »). Pasolini se montre particulièrement critique à l'égard du nouveau pape Paul VI (1963), au moment où il ébauche un scénario pour une suite au film, cette fois sur l'apôtre Paul. Le projet prévu pour 1966-1967 n'a finalement jamais vu le jour.
Tous les éléments constitutifs de l'Évangile selon Matthieu ne se retrouvent pas dans le film et des éléments muets sont ajoutés (par exemple le regard triste puis heureux de Marie, lorsque Jésus réfute la famille organique au profit de la famille spirituelle). La plupart des éléments montrés sont conformes au texte biblique, mais certaines libertés ont été prises par Pasolini, par exemple en ce qui concerne les raisons de la dénonciation de Jésus par Judas et son suicide.

### Attribution des rôles
Pasolini a utilisé de nombreuses techniques du néoréalisme italien dans la réalisation de son film. La plupart des acteurs qu'il a engagés étaient des non-professionnels.
Le rôle du Christ était en premier lieu destiné à être joué par un poète. Pasolini proposa le rôle successivement à Evgueni Evtouchenko, Allen Ginsberg, Jack Kerouac puis Luis Goytisolo, mais ils refusèrent tous. Il rencontra par la suite Enrique Irazoqui, un jeune étudiant catalan (de père espagnol et mère italienne), alors un syndicaliste de 19 ans en Italie pour rechercher du soutien à la lutte contre le régime franquiste. Pasolini a dit qu'il s'était inspiré dans ce film du style pictural de Piero della Francesca, de Duccio et de Masaccio : « J'ai emprunté à Piero della Francesca les costumes pour représenter la classe dirigeante. […] Le Christ a un caractère archaïco-byzantin, ou baroque espagnol, outre l'évidente implication d'El Greco. ».
Le reste de la distribution est principalement composé d'habitants de Barile, Matera et Massafra, où le film a été tourné. Pasolini a confié à sa propre mère, Susanna, le rôle de la vieille mère de Jésus. La distribution comprend également des intellectuels de renom tels que les écrivains Enzo Siciliano et Alfonso Gatto, les poètes Natalia Ginzburg et Rodolfo Wilcock, et le philosophe Giorgio Agamben.

### Tournage

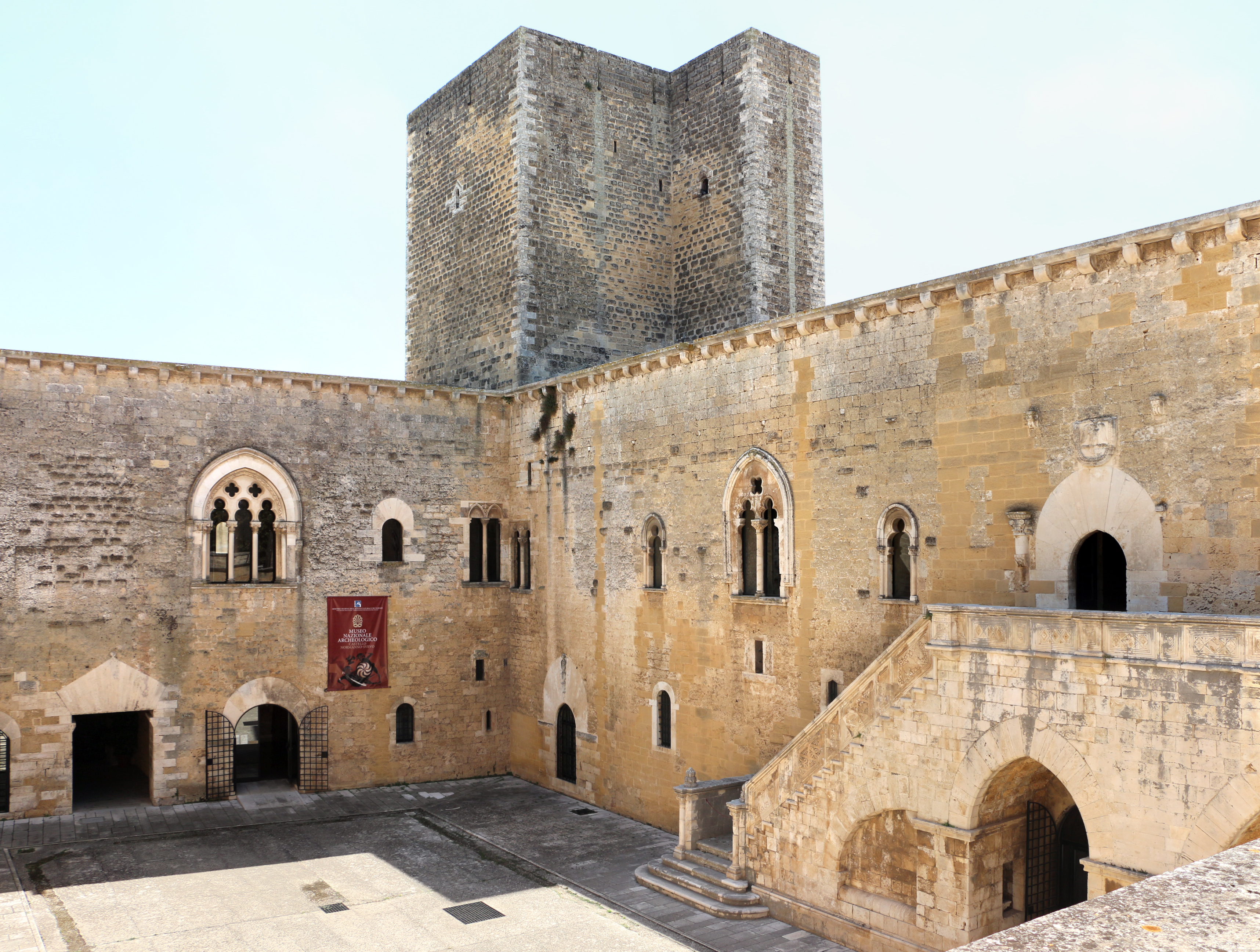
La cour intérieure du château de Gioia del Colle. La scène d'Hérode et de la danse de Salomé y a été filmée.

## Exploitation

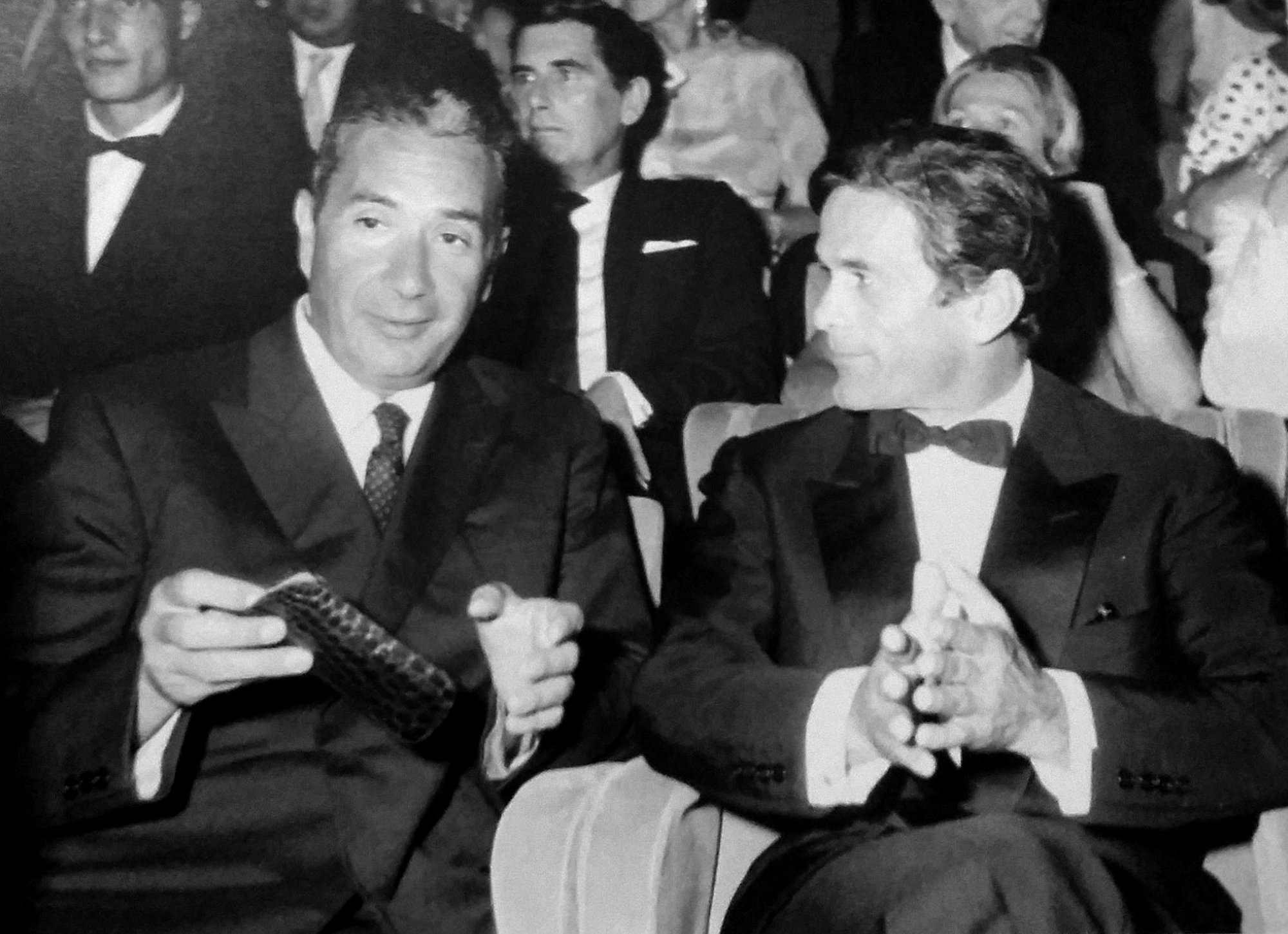
Le premier ministre italien Aldo Moro et Pasolini à l'avant-première du film le 4 septembre 1964 au cinéma à la Mostra de Venise.